# Wilhelminadorp (Zélande)
Pour les articles homonymes, voir Wilhelminadorp.
Wilhelminadorp est un petit village de la commune de Goes, dans la province néerlandaise de Zélande. Le village comptait en 2004 680 habitants.
Wilhelminadorp est apparu en 1812 au moment où le Wilhelminapolder a été endigué. Le polder s'appelait initialement Lodewijkspolder parce qu'en 1809 Louis Bonaparte (Louis se dit Lodewijk en néerlandais) avait décrété la poldérisation de ce territoire. En 1815, le polder est rebaptisé d'après le prénom de l'épouse du roi Guillaume Ier, Frederica Louisa Wilhelmina de Prusse.
Le village se trouve le long du canal qui va de Goes à l'Escaut oriental. Le hameau de Goese Sas, qui se trouve à l'embouchure de ce canal, et celui de Roodewijk dépendent de Wilhelminadorp.